# Tachiadenus longiflorus
Tachiadenus longiflorus är en gentianaväxtart som beskrevs av Boj. och August Heinrich Rudolf Grisebach. Tachiadenus longiflorus ingår i släktet Tachiadenus och familjen gentianaväxter. Inga underarter finns listade i Catalogue of Life.